# イベントジェネレータ
イベントジェネレータ（Event Generator）とは、高エネルギー物理学実験において、加速器で発生する事象（イベント）のシミュレーションを行うために、モンテカルロ法によって確率的に事象を発生させるソフトウェアのことである。
素粒子の生成反応は、特殊相対性理論と量子論を基礎とする場の量子論のラグランジアンで記述される相互作用に基づいて発生する。生成される素粒子の4元運動量の値は、反応断面積に応じてその時々確率的に決まるので、そのシミュレーションにはモンテカルロ法を用いる。イベントジェネレータは、数10万以上の事象に対する、それぞれの終状態の素粒子毎に4元運動量の成分の値を発生する。これをディテクタシミュレータと呼ばれるソフトウェアに読み込ませて、加速器の中で荷電粒子の飛跡がどのように曲がるか、生成された素粒子がどのように検出器に捕らえられるかといったシミュレーションを行う。